# Institutet för forskning om Förintelsen
Institutet för forskning om Förintelsen (Institute for Holocaust Research in Sweden) är ett privatägt forskningsinstitut i Stockholm under uppbyggnad 2021.
Tidigare i Sverige inrättades 1998 "Programmet för studier kring Förintelsen och folkmord" vid Uppsala universitet. Det efterträddes 2010 av Hugo Valentincentrum, vilket sedan 2014 ingår i universitetets historiska institution.
Föreståndare för det nybildade är historikern Karin Kvist Geverts (född 1974) och styrelseordförande etnologen Birgitta Svensson.